# Anders Gamborg
 Der er for få eller ingen kildehenvisninger i denne artikel, hvilket er et problem. Du kan hjælpe ved at angive troværdige kilder til de påstande, som fremføres i artiklen.

Anders Gamborg (født 24. december 1753, død 11. september 1833) var en dansk filosof og professor ved Københavns Universitet, hvor han bl.a. var lærer for Anders Sandøe Ørsted.

## Liv og værk
Gamborg var født i Kirke Hvalsø på Midtsjælland som søn af den lokale præst. I 1777 tog han teologieksamen fra Københavns Universitet. I 1788 blev han ansat ved Universitetet som professor i praktisk filosofi og fra 1796 var han også Regensprovst. Han var i sit virke meget påvirket af især Immanuel Kant og de engelske grene af deismen. I 1790 udkom hans første store skrift, den stærkt bibelkritiske Nysa eller Filosofisk-Historisk Undersøgelse af Genesis I-III, der vakte stor harme i især det teologiske miljø på grund af hans synspunkter om syndefaldet. Hans popularitet blev endnu mindre, da han i 1799 udgav Om Jesu Moral, hvor påvirkningen fra Kant er tydelig.
Hans værker skabte ham flere fjender i universitetsmiljøet, og i 1803 blev det for meget for ham, og han nedlagde sit embede i København og slog sig ned i Roskilde som matematiklærer. Her boede han resten af sit liv.
Af andre værker kan nævnes Om Forskjel mellem Dyd og gode Handlinger (1783), Om hvad der er Pligt (1794) og Om Selvmord (1796). En af de bøger, der gør, at han huskes i dag er den noget kuriøse bog Om Fuglenes Sang (1800), i hvilken han argumenterer for, at man kunne lære gråspurveunger at synge som kanariefugle, hvis blot man lod dem vokse op hos disse.
Gamborgs største indflydelse på eftertiden er, at han introducerede Anders Sandøe Ørsted til Kant og til de filosofiske grundbegreber.